# Pija Lindenbaum

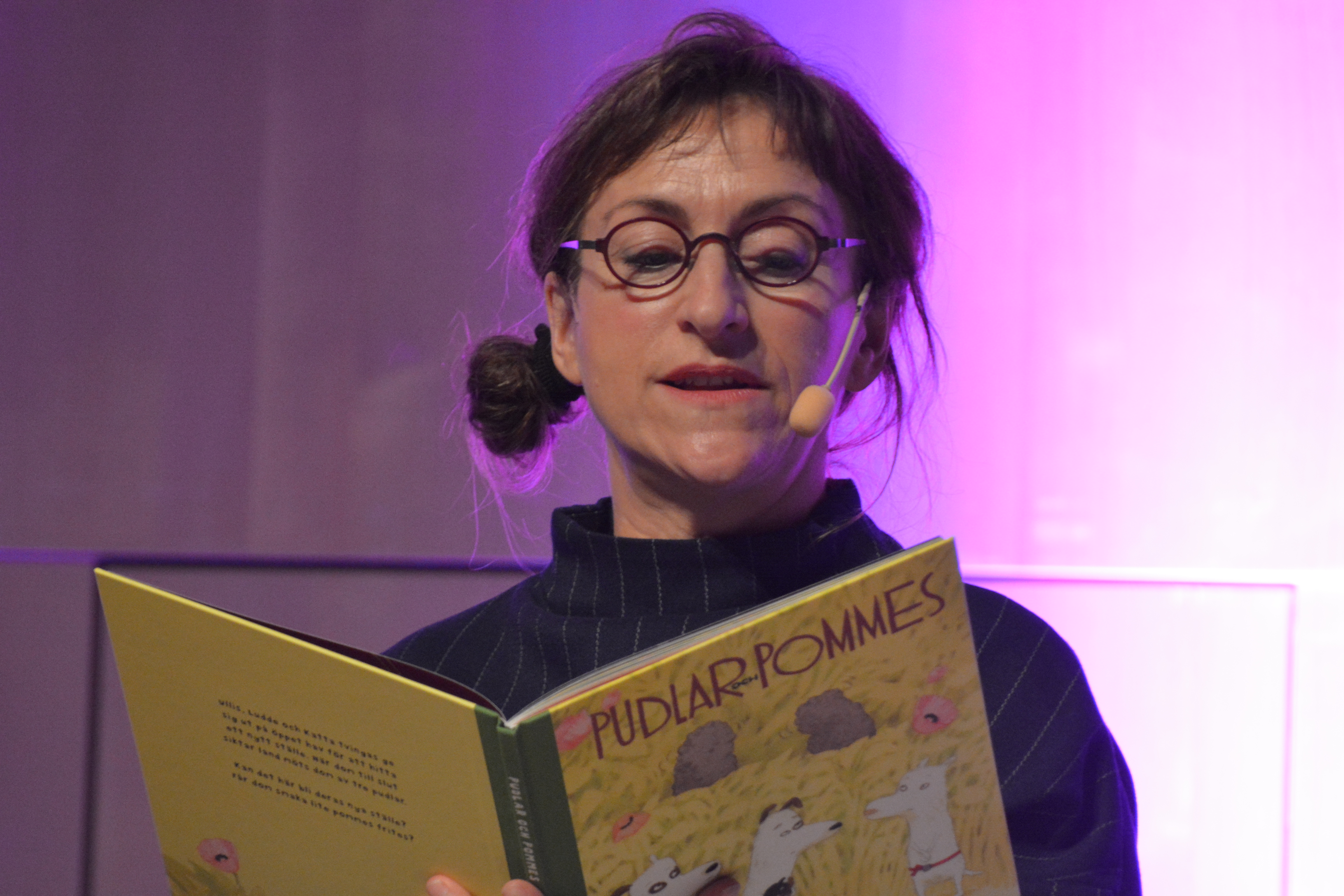
Pija Lindenbaum (2016)

Pija Margareta Lindenbaum (* 27. April 1955 in Sundsvall) ist eine schwedische Schriftstellerin, Grafikerin und Illustratorin. Bekannt wurde sie durch ihre zahlreichen Bilderbücher. Von 1999 bis 2007 war sie Mitglied der Schwedischen Kinderbuchakademie auf Stuhl Nr. 14.

## Leben
Lindenbaum wuchs in Sundsvall auf und begann 1979 ein Studium an der Stockholmer Kunsthochschule. Anschließend arbeitete sie als Zeichnerin sowie Autorin und schuf hauptsächlich originelle, humorvolle Kinderbücher, die auch erfolgreich außerhalb Schwedens in englischer, deutscher, japanischer französischer und holländischer Sprache erschienen.
Ihr Werk wurde mit vielen in- und ausländischen Preisen gewürdigt.
Die Kinderoper Min mamma är en drake, basierend auf dem Buch När Åkes mamma glömde bort, wurde an der Oper Göteborg und der Königlichen Oper in Stockholm aufgeführt. Die Kostüme wurden von Lindenbaum entworfen. Zahlreiche ihrer Bücher wurden dramatisiert und auf Bühnen Schwedens sowie im Ausland aufgeführt. Der Film Siv sover vilse (Mia schläft woanders), frei nach dem gleichnamigen Buch, hatte im Herbst 2016 in Schweden Premiere.

## Werke

### Bilderbücher
- 1990: Else-Marie och småpapporna
- 1991: Boken om Bodil
- 1995: Säjer hunden?
- 1995: Ä dä?
- 1995: Ha den!
- 1995: Nam Nam
- 1997: Biene und Prinz Benny (Originaltitel Britten och prins Benny, 1996, Übersetzung Senta Kapoun, ISBN 978-3-85264-531-5)
- 1998: Der starke Olav (Originaltitel Starke Arvid, 1997, Übersetzung Senta Kapoun, ISBN 978-3-85264-563-6)
- 1999: Café Schwuppdiwupp (Originaltitel Glossas café, 1998, Übersetzung Senta Kapoun, ISBN 978-3-7072-6592-7)
- 2003: Die Puppe Mirabell (Illustrationen, Autorin Astrid Lindgren, ISBN 978-3-7891-6838-3)
- 2005: När Åkes mamma glömde bort
- 2006: Franziska und die Wölfe (Originaltitel Gittan och gråvargarna, 2000, Übersetzung Birgitta Kicherer, ISBN 978-3-407-76040-1)
- 2007: Luzie Libero und der süße Onkel (Originaltitel Lill-Zlatan och morbror Raring, 2006, Übersetzung Birgitta Kicherer, ISBN 978-3-407-79361-4)
- 2007: Franziska und die Elchbrüder (Originaltitel Gittan och älgbrorsorna, 2003, Übersetzung Birgitta Kicherer, ISBN 978-3-407-76049-4)
- 2008: Paul und die Puppen (Originaltitel Kenta och barbisarna, 2007, Übersetzung Birgitta Kicherer, ISBN 978-3-407-79373-7)
- 2008: Franziska und die dussligen Schafe (Originaltitel Gittan och fårskallarna, 2002, Übersetzung Birgitta Kicherer, ISBN 978-3-407-76059-3)
- 2011: Mia schläft woanders (Originaltitel Siv sover vilse, 2009, Übersetzung Kerstin Behnken, ISBN 978-3-7891-7546-6)
- 2012: Jag älskar Manne
- 2000: Kan jag med
- 2013: Franziska versteckt sich (Originaltitel Gittan gömmer bort sej, 2011, Übersetzung Birgitta Kicherer, ISBN 978-3-89565-263-9)
- 2014: Jag vaktar hunden
- 2015: Jag hämtar nappen
- 2015: Kommst du spielen, Frida? (Originaltitel Ska vi va?, 2013, Übersetzung Kerstin Behnken, ISBN 978-3-7891-7939-6)
- 2016: Pudlar och pommes
- 2017: Greta haut ab (Originaltitel Doris drar, 2015, Übersetzung Kerstin Behnken, ISBN 978-3-7891-0473-2)
- 2021: Wir müssen zur Arbeit. Klett-Kinderbuch, Übersetzung Jana Hemer, ISBN 978-3-95470-241-1
- 2023: Der erste Schritt (Originaltitel Vitvivan och Gullsippan, 2021, Übersetzung Jana Hemer, Klett Kinderbuch, ISBN 978-3-95470-276-3)

### Erwachsenenliteratur
- 2013: Plats (Roman)

### Sachbücher
- 1995: Bühne frei! (Illustrationen, Originaltitel Spela teater, Autoren Helene Gate und Kent Hägglund, Übersetzung Gabriele Haefs, ISBN 978-3-85264-379-3)

## Preise und Auszeichnungen (Auswahl)
- 1990: BMF-Plakette und Expressens Heffaklump für Else-Marie och småpapporna
- 1992: New York Times Diplom für das beste Bilderbuch Boken om Bodil
- 1993: Elsa-Beskow-Plakette für Bra Börje
- 1999: BMF-Plakette für Tsatsiki och kärleken zusammen mit Moni Nilsson-Brännström
- 2000: August-Preis sowie Preis der Buchjury in der Kategorie Bilderbuch 0–6 Jahre für Gittan och gråvargarna
- 2005: Ehrenpreis der Stadt Stockholm
- 2006: BMF-Plakette für Lill-Zlatan och morbror raring
- 2008: Astrid-Lindgren-Preis und Ottilia-Adelborg-Preis
- 2009: RFSU-Preis
- 2009: BMF-Plakette für Siv sover vilse
- 2010: Emil-Preis
- 2012: Goldmedaille der Königlich Patriotischen Gesellschaft
- 2012: Deutscher Jugendliteraturpreis für Mia schläft woanders
- 2013: Albert-Engström-Preis
- 2023: Salikon-Stipendium